# Hesydrus habilis
Hesydrus habilis is een spinnensoort in de taxonomische indeling van de Trechaleidae.
Het dier behoort tot het geslacht Hesydrus. De wetenschappelijke naam van de soort werd voor het eerst geldig gepubliceerd in 1896 door Octavius Pickard-Cambridge.